# デイヴィッド・フリードマン (経済学者)

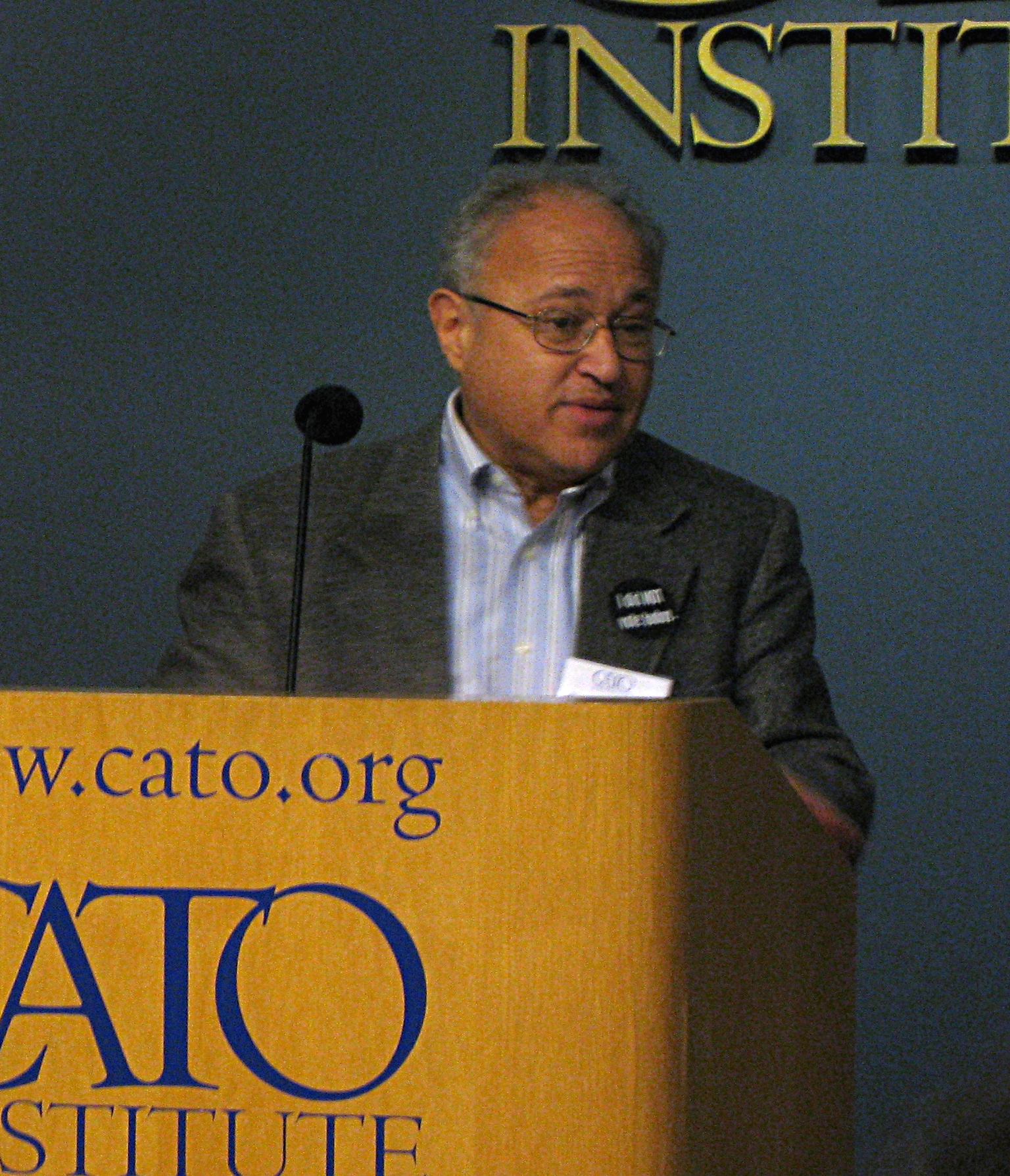
デイヴィッド・フリードマン（2008年）

デイヴィッド・D・フリードマン（David D. Friedman、1945年2月12日 - ）は、アメリカ合衆国の経済学者。著名なシカゴ学派の経済学者であるミルトン・フリードマンの息子。

## 経歴
ハーバード大学卒業後、シカゴ大学で物理学の博士号を取得したが、アナルコ・キャピタリズム（無政府資本主義）の古典『自由のためのメカニズム』を1973年に出版、その後はジョージ・メイソン大学、シカゴ大学、UCLAを経て、サンタクララ大学法学部教授として「法と経済学」を研究し続けた。現在は退職し、サンタクララ大学名誉教授。
かつては経済学の教授として、法と経済学、つまり法律や制度の経済分析を教えていたが、現在は法学部でも法と経済学のアプローチが急速に普及したため、法学部で教鞭をとっている。法の経済分析の著作としては『法の秩序（Law's order）』がある。
フリードマンのアナルコ・キャピタリズムは基本的に帰結主義的であり、政府がないほうが社会厚生が高い、つまり物質的により豊かであるというものである。またその近い現実例として中世アイスランドの無政府的政治形態を挙げている。中世研究者としても精力的であり、中世小説『Harald』を出版している。
1976年に誕生した息子パトリ・フリードマンはGoogleの元エンジニアで、2008年に「The Seasteading Institute」を設立した。

## 日本語訳著書
- 『日常生活を経済学する』（日本経済新聞社、1999年、上原一男訳）
- 『自由のためのメカニズム――アナルコ・キャピタリズムへの道案内』（勁草書房、2003年、森村進・関良徳・高津融男・橋本祐子訳）